# Gouvernement Cavour I
Royaume de Sardaigne
D'Azeglio II Cavour II
Le gouvernement Cavour I (Governo Cavour I, en italien) est le gouvernement du royaume de Sardaigne entre le 4 novembre 1852 et le 4 mai 1855, durant la IVe législature et la Ve législature.

## Historique

### Président du conseil des ministres
Camillo Cavour